# Neoorthogonius
Neoorthogonius is een geslacht van kevers uit de familie van de loopkevers (Carabidae). De wetenschappelijke naam van het geslacht is voor het eerst geldig gepubliceerd in 2006 door Tian & Deuve.

## Soorten
Het geslacht Neoorthogonius is monotypisch en omvat slechts de volgende soort:
- Neoorthogonius orientalis Tian & Deuve, 2006